# Dayton (Oregón)
Dayton es una ciudad ubicada en el condado de Yamhill en el estado estadounidense de Oregón. En el año 2007 tenía una población de 2,495 habitantes y una densidad poblacional de 1,313 personas por km².

## Geografía
Dayton se encuentra ubicada en las coordenadas 45°13′14″N 123°4′41″O / 45.22056, -123.07806.

## Demografía
Según la Oficina del Censo en 2000 los ingresos medios por hogar en la localidad eran de $40,556, y los ingresos medios por familia eran $43,047. Los hombres tenían unos ingresos medios de $32,500 frente a los $23,125 para las mujeres. La renta per cápita para la localidad era de $13,140. Alrededor del 14.1% de la población estaban por debajo del umbral de pobreza.

## Localidades na vizinhança
Diagrama de las localidades a un radio de 16 km a la redonda de Long Neck. 